# Zygaena loti
 Zygaena loti is een dagactieve nachtvlinder uit de familie Zygaenidae, de bloeddrupjes. De spanwijdte bedraagt tussen de 25 en 35 millimeter.

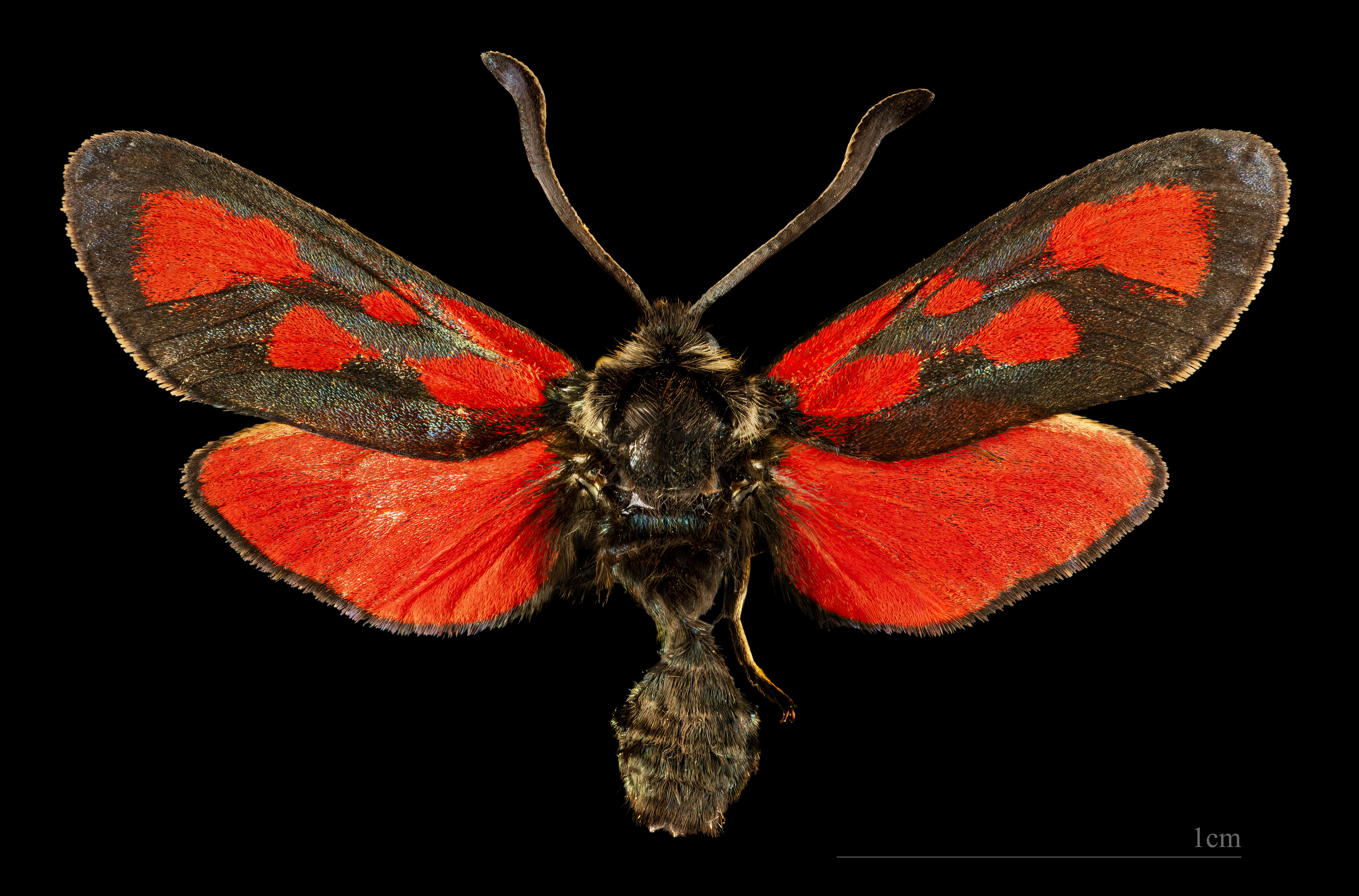
♀
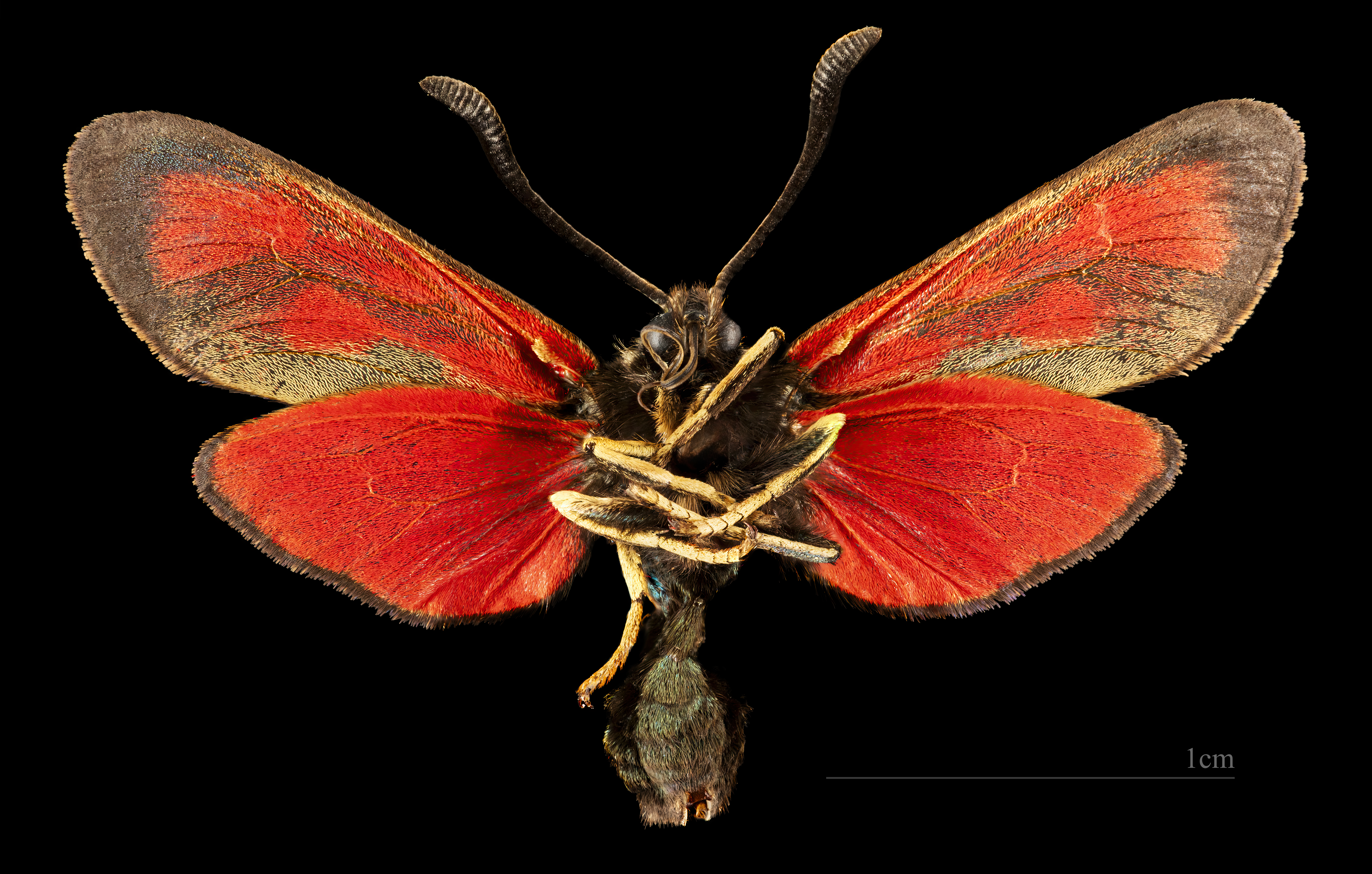
♀ △

De vlinder komt voor in Centraal- en Zuid-Europa op schrale kalkgraslanden in bergachtige streken. Waardplanten van de rups zijn gewone rolklaver, paardenhoefklaver en kroonkruid. De vliegtijd van de vlinder is juni en juli.